# Фомиты
Фоми́ты (англ. fomites) — любые предметы, контаминированные патогенными микроорганизмами или другими паразитами, при соприкосновении с которыми возникает риск заражения. Типичными фомитами являются одежда, поверхность кожи, волосы, а также постельные принадлежности в медицинских учреждениях.
Непористые поверхности (например, гладкие дверные ручки) передают бактерии и вирусы лучше, чем пористые (например, бумажные купюры). Причиной этого является то, что пористые предметы как бы поглощают инфекцию, таким образом затрудняя контакт с прикоснувшимся.

## Этимология
Исходное значение лат. fōmĕs восходит к наименованию грибов типа Fomes fomentarius, которые в сушёном виде использовались как трут (их пористая структура лучше задерживает на себе патогены). Множественное число fōmĭtēs было заимствовано в английский язык, в русском языке из формы множественного числа fomites было образовано слово фомит в единственном числе (fomite).

## Роль в передаче инфекций
Медики подозревали, что инфекции могут передаваться через предметы уже века назад. Например, известно, что коренным жителям Америки раздавали заражённые оспой одеяла в надежде распространить болезнь, из-за поставок контаминированного хлопка из Индии вспышки оспы возникали в Великобритании в начале XX века. В недавнем времени было зафиксировано стремительное распространение норовируса в крупных отелях, предприятиях и на круизных лайнерах. В современном обществе роль фомитов в передаче инфекций стала выше, чем когда-либо прежде в истории человечества, поскольку большинство (~ 80 %) людей проводят в помещениях основную часть дня. Например, через одну дверную ручку, контаминированную кишечной палочкой, от прикосновения заражается 14 человек и ещё 6 — через рукопожатия. В исследовании 2012 года уже через 4 часа после помещения на входную дверь офиса для 80 человек патогена E. coli MS-2 им были контаминированы 44-56 % поверхностей в общественных зонах.
Если в одном домохозяйстве двое детей болеют гриппом, вирус обнаруживается на более чем 50 % фомитов, таких как телефонные трубки, краны и дверные ручки, пульты от телевизоров и т. п. У болеющего риновирусом взрослого в 40-90 % случаев вирус обнаруживается на руках, а при обычной простуде 25 % предметов в комнате будут контаминированы. Норовирусы чаще всего обнаруживаются на крышках парт в зданиях начальных школ. При этом частота обнаружения вирусов зависит от месяца — в разгар сезона гриппа число фомитов значительно возрастает. Через фомиты могут передаваться также ЗППП, например, даже в препубертатном возрасте у девочек выявляется вульвовагинит, переданный через контаминированное влажное полотенце.

### Выживаемость микроорганизмов
Выживаемость микроорганизмов на фомитах определяют несколько факторов:
- характеристики фомита (особенности поверхности, пористость и т. п.);
- внешние факторы (температура и влажность среды). Степень передачи микроорганизмов определяют характер и частота контактов с фомитом[12].

Тип поверхности фомита в значительной степени определяет срок выживания на нём микроорганизмов. Например, на пористых материалах вроде бумаги или ткани вирус гриппа выживает от 8 до 12 часов, тогда как на гладких материалах типа стали или пластика он сохраняется активным от 24 до 72 часов. В экспериментальном исследовании 2007 года передача вируса гриппа на руки с фомита из нержавеющей стали произошла 24 часа после контаминации предмета. При этом, кожа рук задерживает вирус гриппа ненадолго — уже спустя пять минут после попадания на её поверхность вирус исчезает. Тем не менее, при постоянном контакте вероятность заражения высока. В ранних исследованиях (от 1973 года) выяснилось, что 1 из 3 медицинских работников прикасается к глазам или носу в течение часа хотя бы один раз, что повышает риск самоинфицирования через контаминированные вирусом гриппа инструменты или иные предметы внутри больницы.
Решающую роль в том, насколько активно фомит сможет передавать инфекцию, решает тип патогена. Птичий грипп и вирус гриппа типа А в 22 и 45 раз дольше выживают на поверхностях, чем например Респираторно-синцитиальный вирус человека. Риновирусы в среднем остаются жизнеспособны в течение 24 часов после попадания на непористые материалы. Птичий грипп остаётся активен и на пористых (хлопке), и на непористых (латекс, сталь) поверхностях до 144 часов. В исследовании 2010 года коронавирусы оставались активны 4 часа после попадания на защитные костюмы. Респираторы N95, медицинские халаты и латексные перчатки, контаминировынные коронавирусом, оставались заразны в течение 24 после попадания вируса на поверхность. В исследовании 2009 года, проведённом в Мексиканском госпитале, вирус H1N1 был обнаружен на компьютерных мышках, руках медперсонала и кроватных поручнях, однако не проводилась оценка его жизнеспособности.
Вероятность заражения при контакте с фомитом также зависит от длительности и интенсивности. Учитывая, что давление на дверную ручку при открытии составляет 1 кг на см², при воздействии силой 0,2 кг/см² в течение 10 секунд гепатит A с нержавеющей стали с вероятностью 22 % передаётся на кожу рук. За 30 секунд бактерии PRD1 с крана или телефонной трубки контаминируют руки с вероятностью 33,5 и 65,8 %, соответственно.

## Внутрибольничные и медицинские фомиты
Типичным примером фомита и его роли в передаче инфекций является заражение ВИЧ через медицинскую иглу.
Фомиты частично связаны с нозокомиальными инфекциями, патоген довольно легко может передаваться среди пациентов. Фомитами, характерными для медицинского персонала, также служат стетоскопы и галстуки, больничное оборудование (инфузионные системы, катетеры). Стерилизация подобных предметов способствует предотвращению распространения инфекции. Внутри больниц многие поверхности становятся резервуарами инфекций — например, на полу микробы C. difficile выживают до пяти месяцев, VRE до 58 недель на рабочих поверхностях, а MRSA до 9 недель на хлопковой ткани.